# Rumia
Rumia (udtale: [ˈrumʲa]; kasjubisk : Rëmiô; tysk: Rahmel)  er en by  i den  nordlige del af voivodskabet Pommern i det nordlige Polen. Den har   51.879(2021)  indbyggere og et areal på 30,10 km², og   er en del af  powiatet (amt) Wejherowo. Den ligger i Kasjubien i den historiske region Pommern. Det er forbundet med veludviklede jernbane- og motorvejsforbindelser til Tricity, et byområde med næsten 1 million indbyggere på kysten af Gdańskbugten.

## Historie
Slaviske lekitiske bosættelser eksisterede i det nuværende Rumia i den tidlige middelalder. Regionen udgjorde en del af Polen siden statens oprettelse i det 10. århundrede. Landsbyen Rumia (dengang Rumina) blev første gang nævnt i 1224, da den af Swietopelk 2., senere hertug af Østlige Pommern,  blev tildelt  cistercienserklosteret i Oliwa (i dag en del af Gdańsk). Den var en del af Polen indtil 1309, hvor det blev annekteret af Den Tyske Ordensstat. Polen forsøgte at genvinde regionen gennem diplomati, da det ikke anerkendte dens annektering af de teutoniske riddere, og fra 1325 genoptog de lokale cisterciensere i hemmelighed indsamlingen af Peterspenge (kirkeskat) på vegne af Polen for den katolske kirke.  Fra 1320 til 1342 fandt en cistercienser-teutonisk konflikt sted, som endte med et privilegium, hvor de germanske riddere bekræftede de cisterciensiske besiddelser i regionen, inklusive Rumia.